# Pachyura
Pachyura là một chi bọ cánh cứng trong họ Belidae.

## Các loài
- Pachyura aenescens
- Pachyura albicollis
- Pachyura albicoma
- Pachyura australis
- Pachyura brevirostris
- Pachyura brookesi
- Pachyura cinerea
- Pachyura fasciata
- Pachyura metallica
- Pachyura minima
- Pachyura monilis
- Pachyura papulosus
- Pachyura pilosa
- Pachyura pyriatra
- Pachyura quadrimaculata
- Pachyura rubicunda
- Pachyura stictica
- Pachyura sumptuosa
- Pachyura venusta
- Pachyura vestita
- Pachyura violacea